# J'attendrai (album)
J'attendrai è un album in studio della cantante franco-italiana Dalida, pubblicato nel 1975 da Sonopresse.
Contiene uno dei più grandi successi che la cantante ebbe negli anni '70: J'attendrai, cover del grande successo del Trio Lescano datato 1937.
Nell’album troviamo alcune nuove composizioni, quattro delle quali saranno commercializzate in 45 giri.
In questo album Dalida incide anche un duo con Richard Chanfray (più conosciuto come Comte de Saint-Germain) suo compagno dell'epoca, intitolato Et de l’amour, de l’amour. La canzone, nonostante un'intensa promozione, non otterrà il successo desiderato.
J'attendrai, invece, raggiunse il primo posto nella hit parade francese; Dalida lo inciderà in parecchie lingue, italiano compreso. Questo titolo ha venduto oltre 500 000 copie nel 1975.

## Tracce
Lato A
1. J'attendrai
2. L'amour à la une
3. C'est mieux comme ça
4. Il venait d'avoir 18 ans
5. Et de l'amour... de l'amour (in duo con Richard Chanfray)
6. Ta femme

Lato B
1. Ne lui dis pas
2. Raphaël
3. Mein lieber Herr
4. Gigi l'amoroso